# Италия в Новое время
Италия в Новое время — период истории Италии в 1559—1815 годы.

## Господство Австрии и возрастающее влияние Франции (1559—1700)
Вместо бесчисленных самостоятельных городов остались теперь, кроме испанских владений, только Папская область, Тоскана, Венеция, Генуя, Монферрат-Мантуя, а из мелких государств: Урбино — под властью Ровере, Модена-Феррара — под властью Эсте, Лукка и Сан-Марино; к ним присоединилось еще вновь основанное герцогство Парма-Пиаченца, под властью Фарнезе. Наибольшее значение для будущего имело восстановление Савойи и Пьемонта, которые прежде всего должны были служить испанскому господству в верхней Италии оплотом против Франции. Соединенные в одних руках, они приобретали все большее значение на С полуострова; но во время франко-габсбургской борьбы они были заняты Францией. Оставшаяся за Габсбургами победа возвратила Эммануилу-Филиберту утраченные земли. В Тоскане, при Козимо I, возведенном папой в великие герцоги, упрочилась энергическая власть, уже при его преемнике, однако, пришедшая в упадок. Венеция, флот которой, вместе с папской, испанской и савойской эскадрами, принимал участие в морской битве при Лепанто (1571), вскоре после этого должна была уступить Кипр Османам. Эммануил-Филиберт энергично правил в возвращенных ему землях и в 1574 г. добился, наконец, того, что его владения были совершенно очищены от испанцев и французов. После смерти последнего Гонзага, во время войны за мантуанское наследство, большая часть Монферрата перешла к Карлу Невер-Гонзага, покровительствуемому Францией. Незадолго до того прекратило свое существование еще одно из небольших владений в Италии, Урбино, которое в 1623 г. слилось с Церковной областью. Та же судьба раньше постигла Феррару (1598), причем за домом Эсте остались только Модена и Реджио. Тем не менее владения курии, в которых за это время энергическими и способными правителями были только Григорий XIII и Сикст V, все более клонились к упадку. Несостоятельность этого правительства в военном отношении ясно сказалась в войне за Кастро, которую Урбан VIII вел с Фарнезе из-за своих непотов, Барберини. Напротив того, Венецианская республика несколько окрепла. Злоупотребления испанцев в южн. провинциях повели к смутам, из которых в особенности восстание Мазаниелло приняло довольно грозный характер и вызвало вмешательство французов, под начальством герцогство Гиза. Франция уже ранее воздвигла на северной границе Италии преграду дальнейшему развитию испанской власти тем, что воспрепятствовала соединению габсбургских земель в Граубюндене и Вальтеллине. Она пыталась утвердиться и в Пьемонте, как в Мантуе; но Пиренейским миром (1659) за Карлом-Эммануилом были признаны его владения, а Людовик XIV упрочил свое положение в верхней Италии покупкой важного по своему значению Казале. Виктор-Амедей II примкнул к европейской коалиции против Франции (1690). Последовавшая за тем нерешительная война с французами, от которой сильно пострадал Пьемонт, была окончена договором 30 мая 1696 г., подтвержденным Рисвикским миром (1697), по которому Виктору-Амедею II возвращены были его земли, включая и важное Пиньероло. Венеция, у которой турки, после ожесточенной борьбы, отняли Крит, выступила против них в союзе с Австрией и с 1684 г. отвоевала назад некоторые части Далмации, о-ва Эгину и Санта-Мауру, а также и Морею — завоевания, подтвержденные Карловицким миром 1699 г.

## Возвышение Савойского дома и восстановление Неаполитанского королевства (1700—1792)
Большое влияние на дальнейший ход событий в Италии имела война за испанское наследство и вымирание многих итальянских династий в продолжение ее и по ее окончании. Виктор-Амедей, державший сначала сторону Людовика XIV и внука его Филиппа V, позже перешел на сторону держав, соединившихся против Франции и Испании и обещавших ему значительное расширение его владений. Французы, после битвы при Турине (1706), вынуждены были очистить всю верхнюю Италию; нижняя Италия поднялась за австрийцев. Из наследства Карла IV Гонзага Австрии досталась только Мантуя, Монферрат же перешел к Савойе. Когда, после смерти имп. Иосифа I (1711), стало грозить соединение исп., итальянских и австрийских земель в руках Карла VI Габсбургского, Савойя, как и Англия, завязала с Францией переговоры, окончившиеся Утрехтским миром (апрель 1713), который был признан и Австрией в 1714 г. Австрия получила, кроме Мантуи, еще Милан, Неаполь и Сардинию, Савойя, кроме Монферрата — еще Алессандрию, Валенцу, Ломеллину и долину Сезии, а также королевство Сицилию. К изменению этого разделения Италии, снова в пользу Австрии, повело произведенное, под руководством Альберони, покушение Испании на Сардинию (август 1717) и Сицилию (июнь 1718). В 1720 г. Филипп V Испанский был принужден отказаться от островов, которыми обменялись теперь Австрия и Савойя: первая получила Сицилию, вторая — Сардинию. После войны, которую в то же время вела Венеция с турками, Морея была, по мирному договору в Пассаровице (1718), вновь отдана туркам. Новые изменения произошли вследствие вымирания Медичи и Фарнезе и в связи с войной за польский престол, ареной которой была опять большей частью Италии. В силу прежних договоров, после смерти Антония Фарнезе (10 января 1731), Парма и Пьяченца были заняты императором для инфанта дона-Карлоса Испанского, а при начале войны за польский престол последнему со стороны Франции обещаны были Неаполь и Сицилия, в вознаграждение за уступку Пармы и Пьяченцы брату его Филиппу. Савойя была еще ранее привлечена на сторону Франции видами на Милан. Война в верхней и нижней Италии окончилась предварительным миром в Вене между Францией и Австрией (1735), по которому, муж Марии-Терезии, Франц-Стефан, вознагражден был за потерю Лотарингии правами на Тоскану, а дон-Карлос утвержден был во владении нижнеитальянско-сицилийским королевством; последнее постановлено было, однако, не соединять с Испанией. Парма и Пьяченца, несмотря на протесты папы, отошли к Австрии, а Карл-Эммануил III, король Сардинии, должен был удовольствоваться приобретением Тортоны и Наварры. Последовавшему за тем краткому мирному периоду положила конец война за австрийское наследство, в которой Сардиния сначала опять примкнула к противникам Австрии, но по Вормскому договору (1743) перешла к союзу с Марией-Терезией. Результатом войны в верхней Италии было признание по Аахенскому миру Франца-Стефана великим герцогом Тосканы, которая перешла к нему после смерти последнего Медичи в 1737 г., утверждение прав Филиппа Испанского на Парму и Пьяченцу, присоединение нескольких участков к Пьемонту и подтверждение за Генуей обладания спорным Финале. Беспорядки продолжались еще только в Корсике, которую Генуя продала призванной на помощь Франции. Для полуострова, вместе с Сицилией и Сардинией, наступил после Аахенского мира сорокалетний период покоя, в продолжение которого, под влиянием так назыв, «просвещения», отменялись устаревшие церковные и феодальные привилегии, преобразовывалось законодательство и централизовалась власть. Всего осторожнее шел по этому пути, проложенному уже Виктором-Амедеем II, Карл-Эммануил III; тем решительнее действовали король Карл в нижней Италии, по советам Тануччи, и тосканское правительство — при великом герцоге Леопольде, наследовавшем Тоскану после смерти отца своего, имп. Франца I. Из мелких государств Парма и Пьченца увлечены были этим же движением, которое принудило даже Бенедикта XIV ко многим уступкам, а Климента XIV — к уничтожению иезуитов.

## Революционные войны (1792—1815)
Великая французская революция очень скоро нашла отголосок в разных государствах Апеннинского полуострова, где тяжелые экономические условия жизни народа, вместе с крайним деспотизмом правительств, создали почву для революционной пропаганды. Брожение было легко подавлено, но дало повод французскому правительству и сделало Италию ареной войны между Францией и Австрией. Первая, если судить по ее декретам, манифестам и прокламациям, стремилась завоевать свободу для Италии, в действительности же была вызвана к войне политической необходимостью, а продолжала ее (во времена Директории) для пополнения истощенного казначейства Франции. Австрия, боровшаяся с Францией во имя принципа легитимизма, на самом деле отстаивала свое господствующее положение в Италии. Перед самой войной ей принадлежало в Италии только Миланское герцогство, отделенное от нее территорией Венеции; но вел. герцогство Тоскана фактически было тесно связано с Австрией, а король неаполитанский Фердинанд находился под сильным влиянием своей жены, Марии-Каролины, дочери Марии-Терезии. В Пьемонте, король которого Виктор-Амедей III был тестем графа д’Артуа, было сильно влияние Франции, но революция естественно сблизила и его с Австрией. В конце 1792 г. Франция объявила войну Пьемонту. Ее войска вступили в Савойю, где, при содействии местной революционной партии, немедленно произошло преобразование всего государственного и общественного строя в республиканском духе. Пьемонт, несмотря на постоянные поражения, упорно продолжал борьбу и отказался присоединиться к Базельскому миру. В феврале 1793 г. Франция объявила войну и Неаполю. В конце 1795 г. военное счастье склонилось было на сторону союзников (Австрии, Неаполя и Пьемонта), но когда в апреле следующего года во главе французской армии в Италии был поставлен генерал Бонапарт, оно вернулось к Франции. Хота армия Бонапарта численностью была гораздо слабее соединенной армии Пьемонта и Австрии, но, искусным и смелым движением отрезав их одну от другой, Бонапарт в несколько дней принудил Пьемонт к перемирию (28 апреля), за которым скоро последовал мир. Савойя, Ницца и несколько пограничных крепостей были уступлены Франции; Пьемонт был нейтрализован, и Бонапарт мог направить все силы против австрийских войск. После поражения их при Лоди (10 мая) Бонапарт вступил в Милан. Вслед за французской армией туда явились итальянские эмигранты из других государств Италии, быстро возникла политическая журналистика, начались политические преобразования; но взамен свободы Бонапарт потребовал контрибуцию в 20000000 фр. и отправил в Париж коллекцию лучших картин, хранившихся в Милане. Поборы французов дали возможность духовенству и дворянству вызвать крестьянское движение, которое было скоро подавлено. Бонапарт из Милана двинулся вновь против австр. главнокомандующего Болье и разбил его 29 мая при р. Минчио, близ Мантуи; затем он вторгся в Папскую область и изгнал из Болоньи папского легата. Испуганный папа купил мир ценой Равенны, Анконы и Феррары, 20 млн фр. контрибуции и множества ценных рукописей и произведений живописи и скульптуры. Затем Бонапарт двинулся в Тоскану в захватил Ливорно, со всеми английскими торговыми кораблями, находившимися в этой гавани. Король неаполитанский Фердинанд, вяло ведший в течение 3 лет войну с Францией, поспешил заключить мир, на довольно благоприятных условиях, тотчас после битвы при Минчио. После новых побед Бонапарта над австрийцами Мантуя сдалась французам (2 февраля 1797); этим завоевание австрийской Ломбардии было закончено. Вопреки ясно выраженному желанию Директории, Бонапарт, воспользовавшись революционным движением в Модене, образовал из этого герцогства, присоединив к нему отнятые от Папской области Болонью и Феррару, особую «Цизальпинскую республику» (октябрь 1796). В это время в Италии возникает идея национального единства, впоследствии приведшая к политическому объединению п-ова. На конгрессе в Модене и Реджио (25 декабря 1796), созванном Бонапартом для выработки конституции, эта идея вызвала энтузиазм собрания. Сам Бонапарт несколько раньше, в речи к гражданам Модены, указал на вред, приносимый Италии ее политической раздробленностью, и убеждал слушателей соединиться с их братьями, освобожденными им от ига папы. Переписка папы, интриговавшего против Франции, попала в руки Бонапарта и дала ему предлог вторгнуться вновь в Папскую область. Ценя власть папы над католическим миром, победитель предложил ему, опять таки вопреки желанию Директории, весьма льготные условия мира, подтверждавшие прежнее перемирие; от каких бы то ни было стеснений духовной власти папы Бонапарт отказался. Папа с радостью согласился и мир был заключен в Толентино, 19 февр. 1797 г. Затем Бонапарт принудил аристократическое правительство Венецианской республики реформировать ее в демократическом духе; вместе с тем он получил, по обыкновению, контрибуцию и коллекцию картин. 18 апреля 1797 г. были подписаны в Леобене прелиминарии мира с разбитыми австрийцами: Австрия, взамен Нидерландов и Ломбардии, получила почти всю Венецианскую область (к В от р. Эч). 17 октября 1797 г. был заключен в Кампоформио мир, который подтверждал эти условия. Австрия согласилась на устройство Цизальпинской республики из австрийской Ломбардии, венецианской территории к З от р. Эч и сев. округов Папской области. В дек. 1797 г. на улицах Рима произошло столкновение между республиканцами, поддерживаемыми франц. посланником Иосифом Бонапартом, и папскими драгунами, при чем последние убили состоявшего при посольстве генерал Дюфо. Не получив удовлетворения, посланник выехал из Рима, а командующий французскими войсками в Италии генерал Бертье получил от Директории приказ идти на Рим. В Риме была провозглашена республика; папа (Пий VI) лишен светской власти (15 февраля 1798). Он не подчинился этому и должен был уехать из Рима сперва в Тоскану, потом во Францию, где скоро умер. В Пьемонте все крепости, не исключая и Туринской цитадели, были постепенно заняты французами; затем Франция потребовала от него прямого участия в войне с Неаполем, и когда Карл-Эммануил IV, наследовавший Виктору-Амедею, колебался исполнить это требование, он был вынужден отказаться от всех своих владений на материке и удалиться на о-в Сардинию. В Пьемонте было учреждено временное правительство, подчиненное Франти, а пьемонтские войска приняты на французскую службу. В том же 1798 г. тосканский вел. герцог лишен своих владений за приют, данный им папе; его государство обращено в республику и обложено контрибуцией в пользу Франции. Последним испытало ту же участь королевство Неаполитанское. Издавна это был приют и опора самой мрачной политической реакции; это была страна дворян и священников, где феодальный строй сохранился в особенно первобытной форме и феодальные повинности крестьян были особенно отяготительны. Естественно, что неапол. правительство неохотно мирилось с положением, созданным миром 1796 г. В конце 1798 г. оно присоединилось к новой европейской коалиции против Франции (Англия, Австрия, Россия, Турция), и его войска, под командой австрийского генерала Мака, впоследствии прославившегося своими ошибками и неудачами, двинулись в Папскую область. 29 ноября король занял Рим, не встретив сопротивления; немедленно начались аресты и казни политических преступников. Через несколько дней, однако, неаполитанские войска Мака были разбиты французами в нескольких битвах; в Риме началось народное движение, и Фердинанду, хвастливо приглашавшему папу вернуться в Рим, пришлось поспешно бежать. В самом Неаполе положение дел было отчаянное: разлад, взаимное недоверие, подозрения в измене, сильные народные движения, как против французов, так и против собственного правительства. Трусливый Фердинанд со всею семьей бежал в Сицилию (21 декабря), оставив столицу французам. Генерал Шампионне немедленно приступил к преобразованию Неаполитанского королевства в Партенопейскую республику. Исполнительная власть была организована по образцу Директории, был учрежден законодательный корпус, реформированы экономические отношения. Образованные классы встретили реформу восторженно, но крестьяне, руководимые духовенством, почти повсеместно восстали на защиту церкви и трона, и началась гражданская война, подобная Вандейской. На севере Италии, между тем, французы терпели поражение за поражением. Победы Суворова открыли союзникам ворота Милана и Турина и покончили с французскими завоеваниями на С.: Цизальпинская республика перестала существовать, Пьемонт был возвращен своему королю, а Милан — Австрии. После поражения французов при Нови Италия была потеряна для Франции. Партенопейская республика была потоплена в крови своих защитников; капитуляции, на основании которых сдавались республиканцы, были нарушены, и началась самая варварская расправа со всеми сторонниками революции. Затем была. восстановлена Папская область, хотя с одной стороны Австрия, с другой Неаполь выражали на нее свои претензии. В управление ею вступил папа Пий VII, избранный конклавом кардиналов, собравшимся в Венеции под охраной союзников. 4 июня 1800 г. Массена сдал Геную австрийцам; но десять дней спустя Бонапарт, в то время уже первый консул, разбил при Маренго австрийскую армию и вынудил перемирие, по которому получил все крепости Северной Италии до берегов Минчио. Повсеместно в Италии республиканцы подняли голову, повсюду начались новые народные движения. Бонапарт, однако, менее прежнего был заинтересован в торжестве демократических начал и республиканских форм правления. Люневильский мир 9 февр. 1801 г. оставил Венецию за Австрией; из Тосканы создал Этрурийское королевство, власть над которым вручил герцогу Пармскому; Парму и Модену, как и почти всю Северную Италию до р. Эч, отдал Франции, которая восстановила там Лигурийскую (Генуэзскую, вскоре за тем присоединенную к Франции) и Цизальпинскую республики. Через 11/2 месяца был заключен отдельный мир с Неаполем, сохранивший неприкосновенными владения и власть Фердинанда и только требовавший от него некоторых реформ и амнистии политическим преступникам. В конце того же 1801 г. в Лионе были собраны представители Цизальпинской республики, которые приняли новую конституцию для этого государства, выработанную Талейраном, и выбрали президентом на 10 летний срок, с правом переизбрания, Наполеона Бонапарта, он немедленно переименовал республику в Итальянскую, подчеркивая тем свое сочувствие стремлениям итальянских патриотов. Через 3 года, когда Наполеон стал императором, он присоединил к Итальянской республике итальянские владения Франции и принял титул короля Италии, короновавшись железной ломбардской короной. Пасынок Наполеона, Евгений Богарне, был сделан вице-королем. После новой войны с Австрией по Пресбургскому миру (27 декабря 1805) к Италии королевству были присоединены австрийские владения — Венеция, Истрия и Далмация. Маленькая республика Лукка, расширенная территориально по Пресбургскому миру, была обращена в княжество, и управление им поручено сестре Наполеона, Элизе Баччиоки. Тогда же (декабрь 1805) Наполеон декретировал низложение Фердинанда неаполитанского, не исполнившего условий мира; Фердинанд снова бежал в Сицилию, а неаполитанская корона была отдана Иосифу Бонапарту, брату императора (1806). Через 2 года, когда Иосиф Бонапарт получил испанский престол, неаполитанским королем сделан был зять Наполеона, Иоахим Мюрат (1808). Этрурия, правитель которой оскорбил Наполеона, открыв Ливорно для английского флота, была присоединена к Франции (1808), и регентшей в ней сделана Элиза Баччиоки. Папа был лишен светской власти, его область присоединена к Франции (16 мая 1809), Рим признан вторым городом империи, папе назначен ежегодный доход в 2 милл. фр., монастыри упразднены, большинство священников уволено. Таким образом Италия распалась на 3 части: сев.-зап. (часть Пьемонта, Генуя, Лукка, Тоскана, большая часть Папской области), присоединенную, на разных началах, к Франции; сев.-вост, — королевство Италия, от которого были отрезаны Триест и Истрия, и, наконец, королевство Неаполитанское. Острова Сардиния и Сицилия остались под управлением старинных династий Савойской и Бурбонов. При всем произволе, с которым Наполеон обращался с Италией, при всех его вымогательствах и разорительности веденных им войн, переворот, им совершенный, был благодетелен для Италии: благодаря ему пало феодальное право, были введены конституционные учреждения, свобода печати значительно расширена; уголовное и гражданское право реформированы, отправление правосудия упрощено и улучшено, личная свобода увеличена, промышленность и торговля избавлены от многих стеснительных для них условий и заметно оживились. В этот период возникла и развилась идея единства Италии. В 1814 г. Наполеон пал; Парижский трактат (30 мая) восстановил, с некоторыми изменениями, большую часть итальянских государств, в границах 1792 г., и возвратил изгнанных королей на их престолы. Генуэзская республика была присоединена к Пьемонту, Венеция оставлена за Австрией. Только в Неаполе оставался королем зять Наполеона Иоахим Мюрат, изменивший своему императору, дважды (в 1812 г. и после примирения в 1813 г.) покинувший его армию и заключивший сепаратный договор с Австрией. Когда Наполеон бежал с о-ва Эльбы во Францию, король Иоахим стал на его сторону и вторгнулся с войском в восстановленную Папскую область, но был разбит в битве при Толентино (2 мая). После этого он отправился во Францию, а Неаполь, 23 мая, занял прежний его король Фердинанд. После Ватерлоо Мюрат сделал отчаянную попытку высадиться на неаполитанский берег с целью вызвать революцию против Бурбонов, но был схвачен, судим военным судом и расстрелян 15 окт. 1815 г.

## Венский конгресс
На Венском конгрессе карта Италии была вновь пересмотрена европейскими державами, по второму Парижскому миру в ней были сделаны некоторые несущественные изменения, и наконец судьба этой страны была решена следующим образом: Австрия, кроме Венеции, получила обратно Ломбардию; Пьемонт получил Геную, в вознаграждение за несколько округов Савойи, уступленных Франции; от восстановленной Папской области отделены в пользу Австрии владения по левому берегу По. Герцогство Модена отдано Франциску IV, внуку изгнанного Геркулеса Эсте, родственнику австрийского императора; Тоскана отдана брату последнего, эрцгерцогу Фердинанду, Лукка — Карлу II (из дома испанских Бурбонов), взамен Пармы, отданной в пожизненное владение жене Наполеона — Марии-Луизе; после ее смерти герцогство должно было перейти к Карлу II. Республика Сан-Марино и княжество Монако восстановлены. Таким образом, период революционных войн закончился возвращением к прежнему состоянию: только одна Австрия получила существенное приращение своих владений на Апеннинском полуострове, да Венеция и Генуя прекратили самостоятельное политическое существование. Национальная идея, однако, не исчезла; воспоминания о свободе вызывали постоянные народные движения, которые привели, в конце концов, к революции 1848 г. и объединению Италии.